# Cabizuela
Cabizuela település Spanyolországban, Ávila tartományban. Cabizuela El Bohodón, San Pascual, El Oso, Riocabado, Papatrigo, Constanzana, Cabezas de Alambre és Pedro-Rodríguez községekkel határos. Lakosainak száma 88 fő (2024).

## Népesség
A település népessége az utóbbi években az alábbiak szerint változott:
| Lakosok száma | 143  | 127  | 129  | 121  | 116  | 100  | 96   | 84   | 80   | 88   |
|               | 2001 | 2004 | 2006 | 2009 | 2011 | 2014 | 2016 | 2019 | 2021 | 2024 |